# Grafton (Australie)
Pour les articles homonymes, voir Grafton.
Grafton est une ville ("city") côtière du nord de la Nouvelle-Galles du Sud en Australie, sur le fleuve Clarence, à 630 kilomètres au nord de Sydney et à 340 kilomètres au sud de Brisbane. Elle compte 19 078 habitants.
La ville doit son nom à l'ancien gouverneur de l'état, Charles Augustus FitzRoy, qui lui donna le nom de son grand-père, le duc de Grafton, qui fut premier ministre du Royaume-Uni de Grande-Bretagne.
L'économie de la ville est basée sur l'industrie du bois, l'élevage du bétail, la pêche, l'industrie du sucre et le tourisme.
La ville est célèbre pour son pont à double étage (rail-route) qui traverse le fleuve Clarence. Ce pont était à l'origine un pont à bascule. Elle est également connue pour ses allées de jacarandas.